# 哈拉盖图农牧场
哈拉盖图农牧场，是中国内蒙古自治区锡林郭勒盟东乌珠穆沁旗下辖的一个类似乡级单位。

## 行政区划
哈拉盖图农牧场共辖以下地区：
哈拉盖图农牧场巴音陶海村、浩勒宝分场村、巴音额日和图分场村、洪浩勒图分场村、乌力吉敖包分场村、水库农牧业经营公司村。